# Andreas Aulie
Andreas Aulie (17 de noviembre de 1897 - 17 de enero de 1990) fue un jurista noruego.

## Biografía
Aulie nació en Kristiania (actual Oslo), Noruega. Era hijo de Nils Baltazar Aulie (1867–1951) y Martha Valstad (1872–1966). Su hermano era el artista e instructor Reidar Aulie (1904-1977). Asistió al Gimnasio Frogner y se graduó de la Universidad de Oslo en 1920. En 1922, se casó con Ebba Nannestad (1893–1988), de quien se divorció en 1933. Se trasladó a Bergen cuando se convirtió en oficial de policía en 1922. Desde 1930 fue jefe de policía. Fue nombrado Fiscal Público para Bergen y Hordaland en 1939.
Durante la Ocupación de Noruega por la Alemania Nazi, dejó el país cuando fue necesario en Londres para establecer la preparación de la fuerza policial noruega para la liberación después del fin de la Segunda Guerra Mundial. Más tarde, su esposa e hijos fueron sacados del país. En 1943, Aulie fue nombrado Jefe Nacional de la Policía. Regresó varias veces a la Noruega ocupada para llevar a cabo reuniones con miembros de Milorg.
Fue jefe de la policía de Noruega (en noruego: rikspolitisjef) de 1945 a 1946. Fue director general de la Fiscalía desde 1946, cargo que ocupó durante los siguientes veintiún años.
Aulie fue comandante de la estrella en la Orden de San Olaf. También fue nombrado comandante de la Orden de Vasa y fue miembro honorario de la Orden del Imperio Británico.